# Stadtbezirk Hombruch

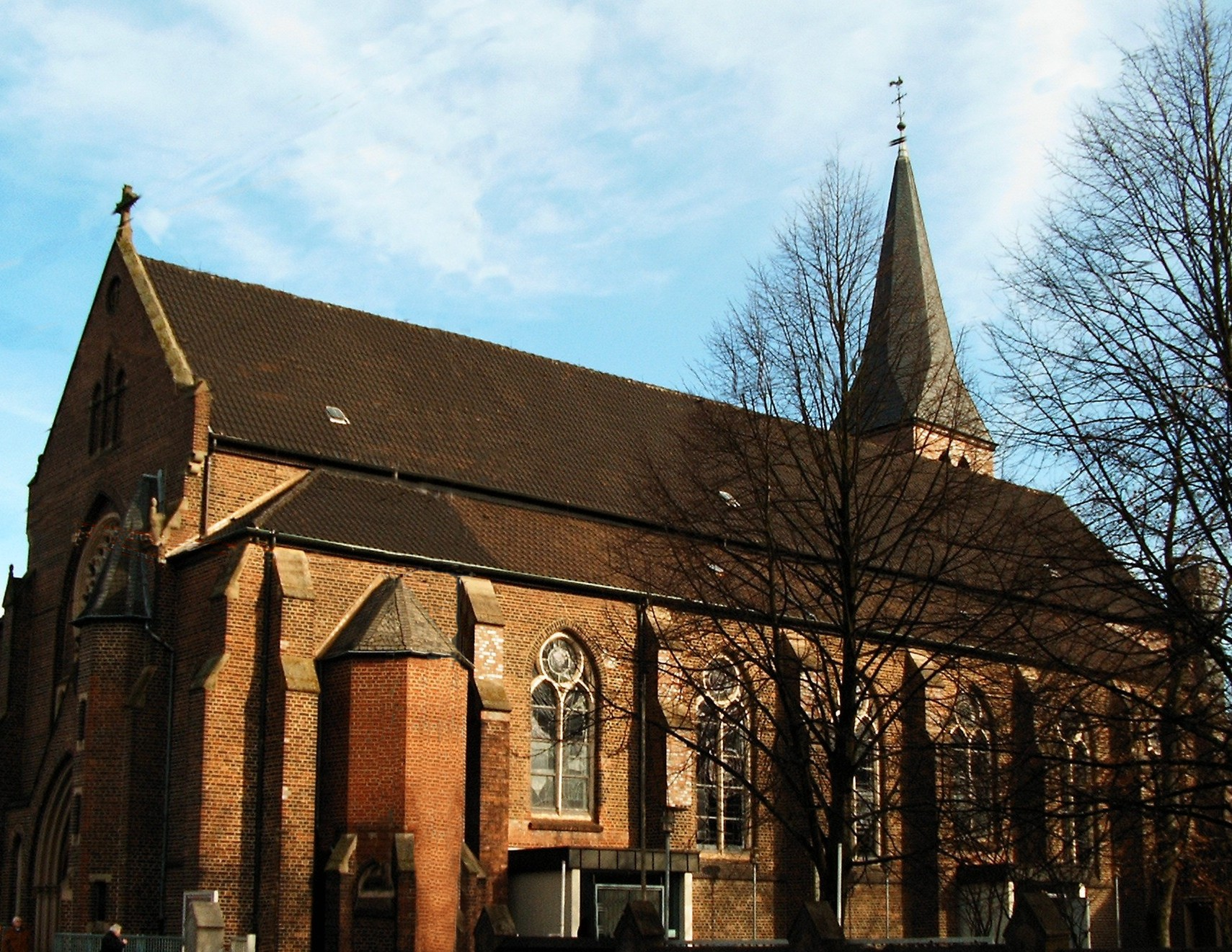
Katholische Kirche St. Clemens

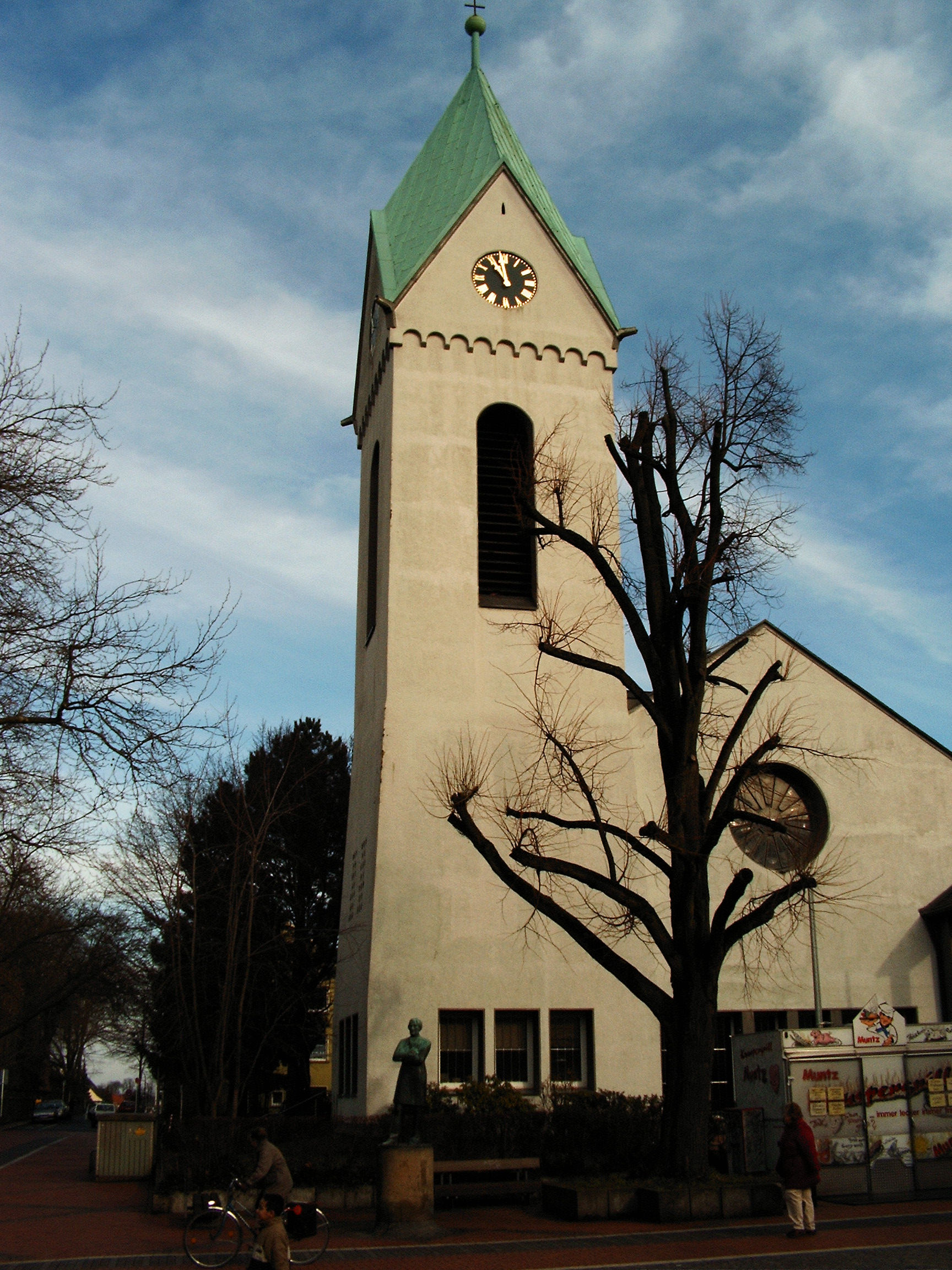
Evangelische Kirche am Markt

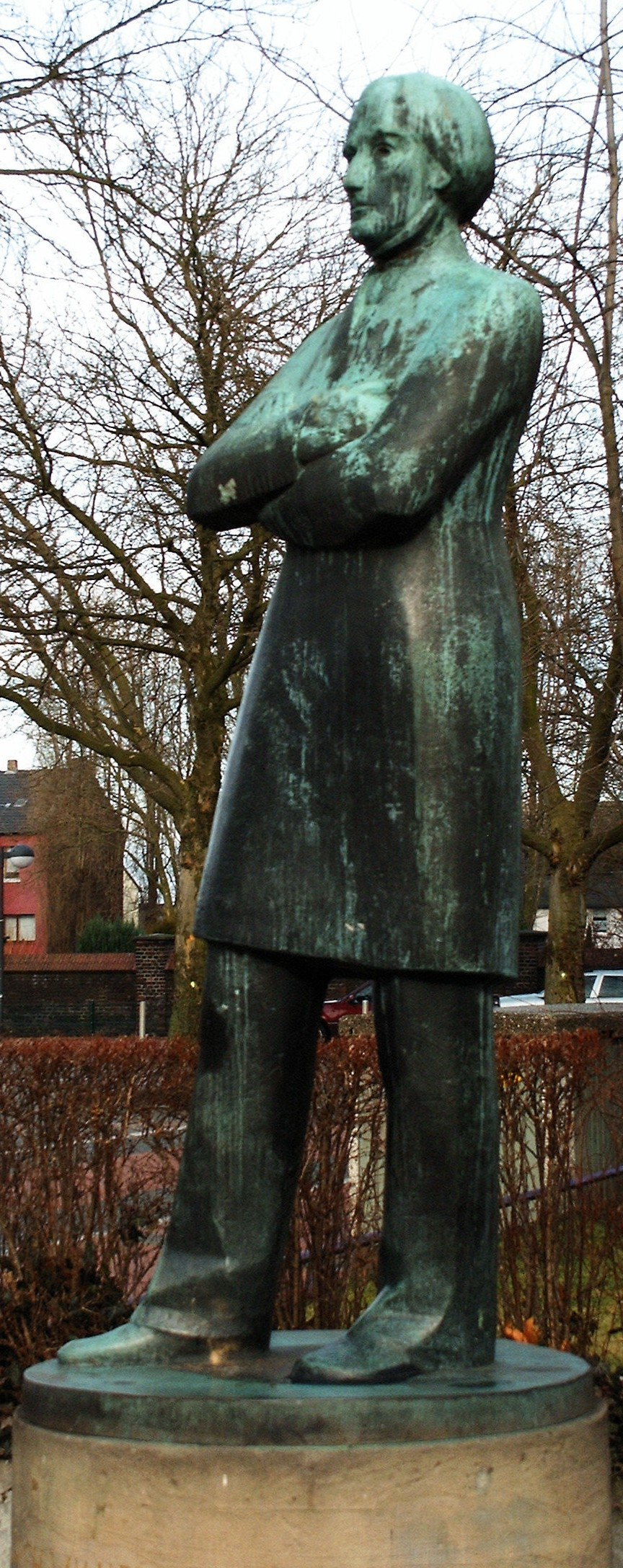
Harkort-Denkmal am Markt

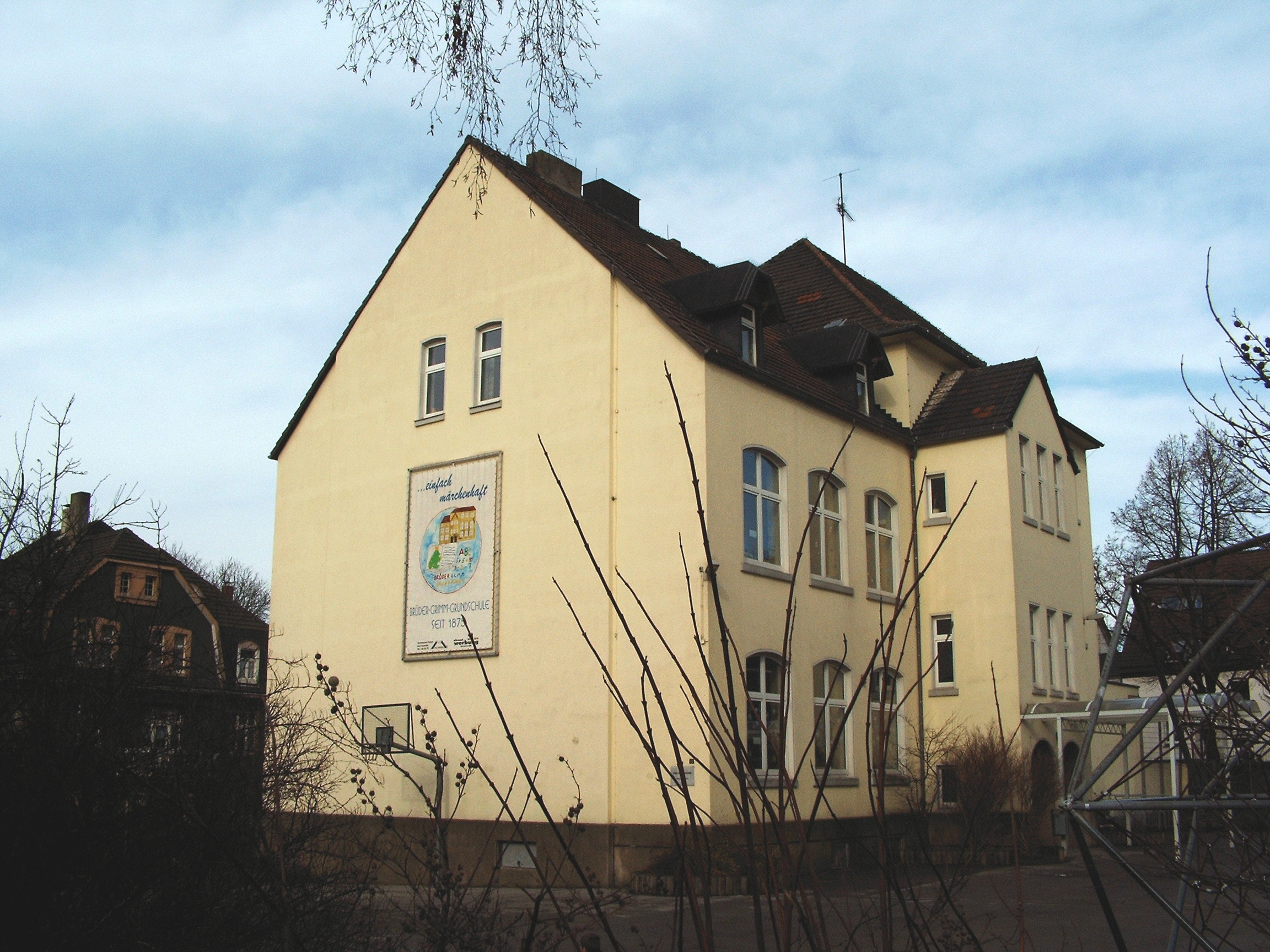
Brüder-Grimm-Grundschule an der Leostraße

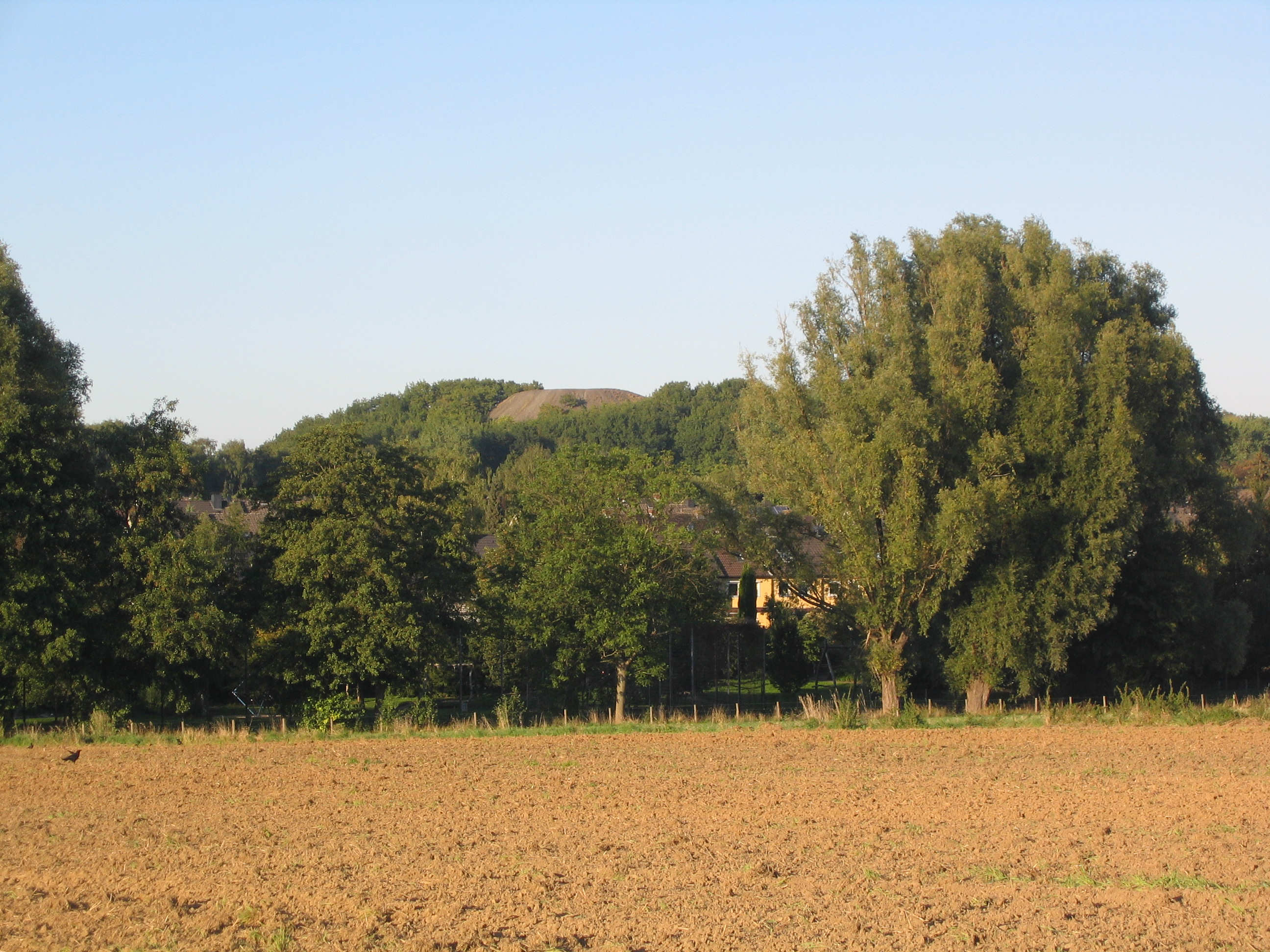
Bergehalde der Zeche Glückauf-Tiefbau

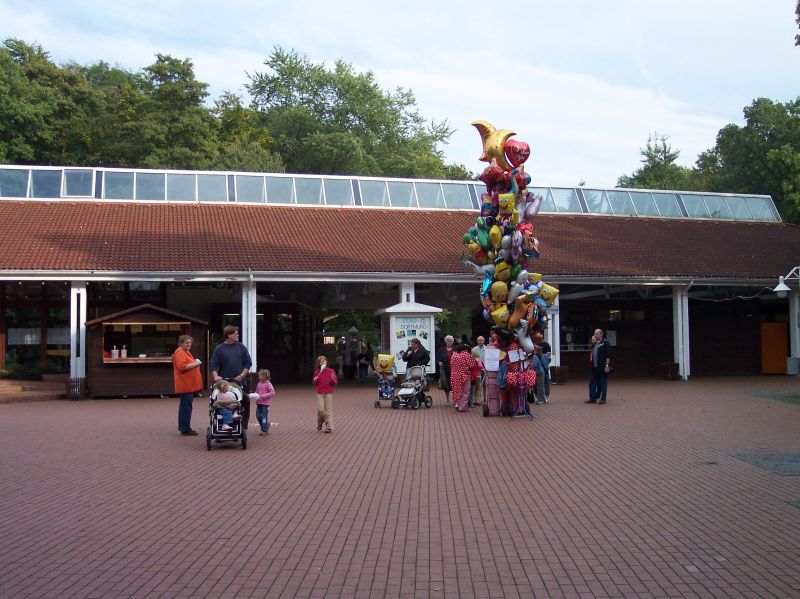
Dortmunder Zoo

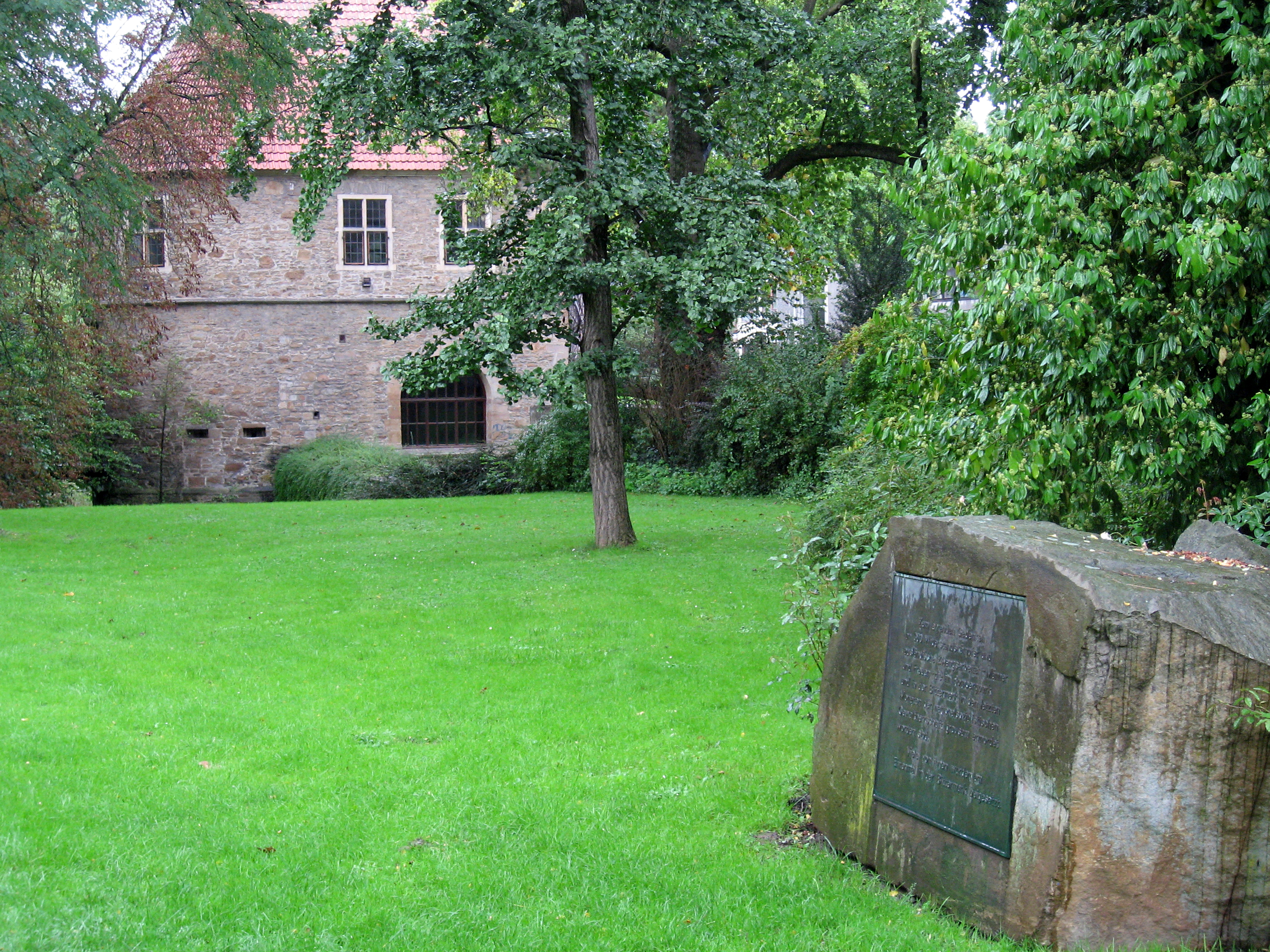
Torhaus im Rombergpark

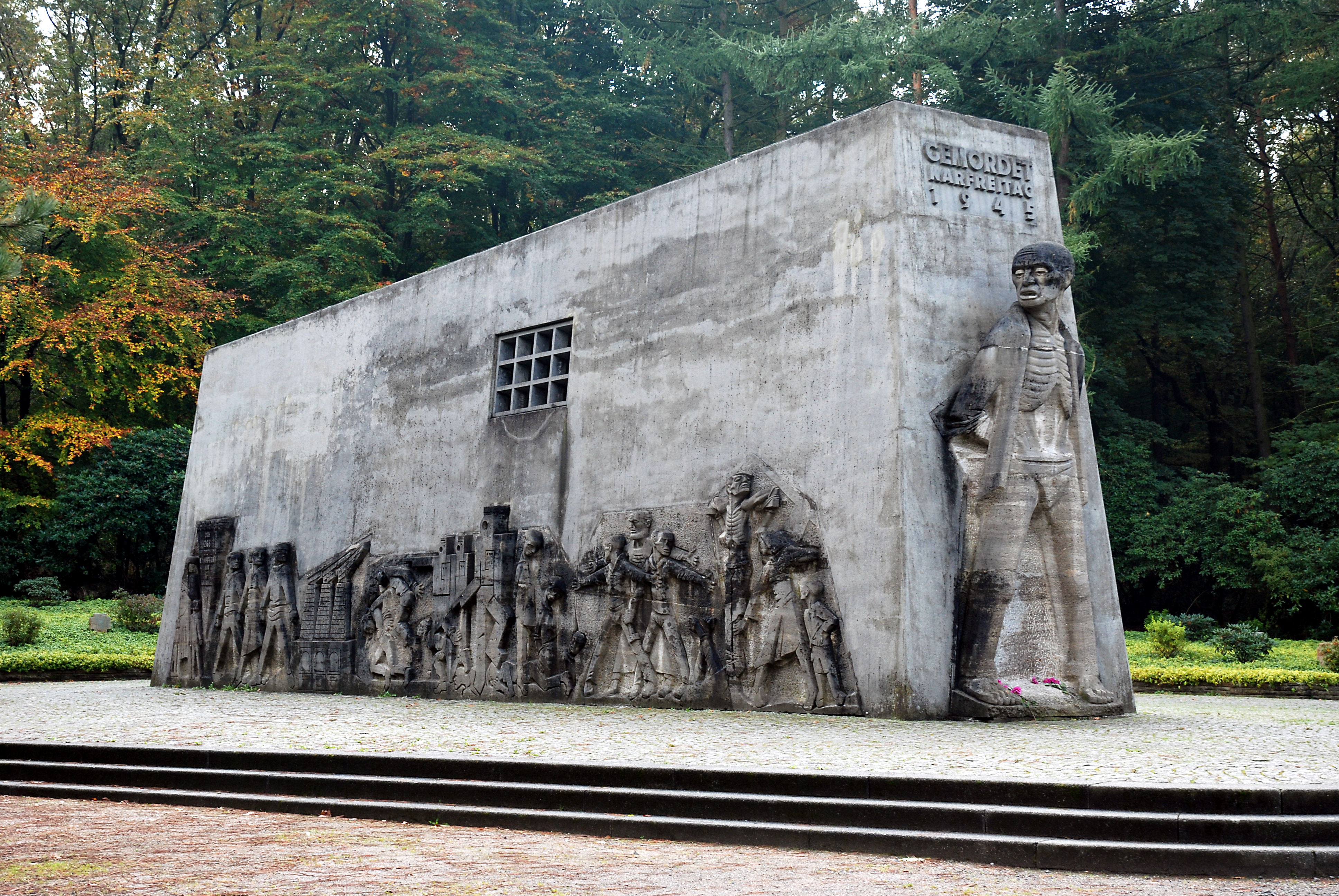
Mahnmal Bittermark

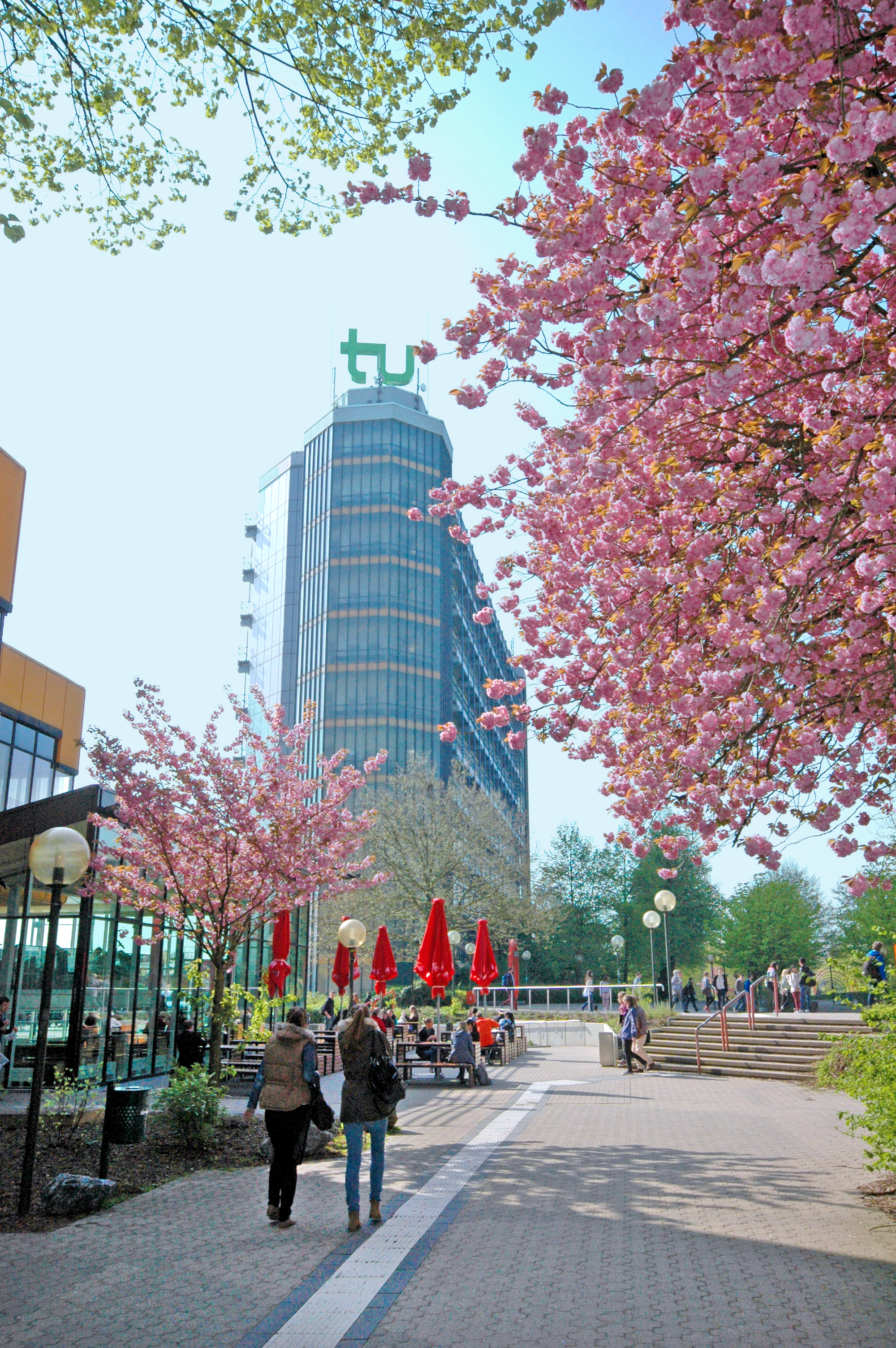
Mathe-Tower der Technischen Universität Dortmund

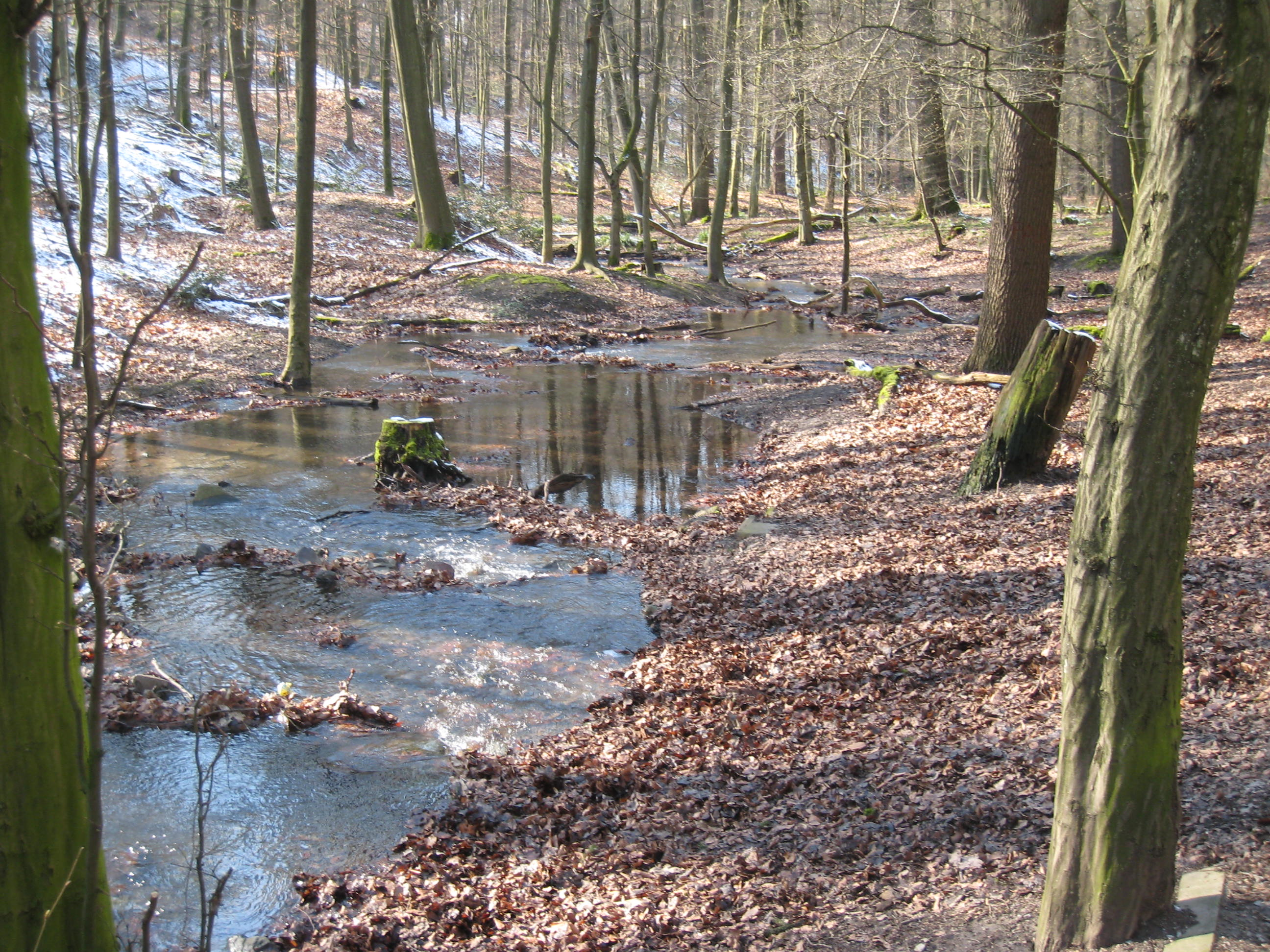
Stadtwald Bittermark

Hombruch ist ein Stadtbezirk Dortmunds. Mit einer Fläche von fast 3500 ha und einer Bevölkerungszahl von 57.850 Einwohnern (31. Dezember 2024) ist Hombruch der flächenmäßig größte und bevölkerungsmäßig zweitgrößte aller Dortmunder Stadtbezirke. Er ist Sitz der Bezirksverwaltungsstelle und der politischen Vertretung des Stadtbezirks, der Bezirksvertretung.

## Statistik
Struktur der Bevölkerung:
- Bevölkerungsanteil der unter 18-Jährigen: 14,0 % [Dortmunder Durchschnitt: 16,2 % (2018)][1]
- Bevölkerungsanteil der mindestens 65-Jährigen: 23,7 % [Dortmunder Durchschnitt: 20,2 % (2018)][2]
- Ausländeranteil: 12,7 % [Dortmunder Durchschnitt: 22,3 % (2024)][3]
- Arbeitslosenquote: 5,7 % (Dortmunder Durchschnitt: 11,0 %)[4]

Neben den Stadtbezirken Aplerbeck und Hörde liegen besonders im Stadtbezirk Hombruch viele beliebte und wohlhabende Stadtteile. Von allen Stadtbezirken in Dortmund hat Hombruch den höchsten sozio-ökonomischen Status. Das Einkommen je Steuerpflichtiger von durchschnittlich über 35.000 Euro liegt deutlich höher als in allen anderen Bezirken. In Brünninghausen (50.600 €), Bittermark (50.800 €), im Osten von Kirchhörde (58.500 €) und vor allem in Lücklemberg (73.800 €) liegt das durchschnittliche Einkommen sogar über 50.000 Euro. Die Quote von Arbeitslosen (5,7 %), SGB-II-Empfängern (5,9 %) sind in keinem anderen Dortmunder Stadtbezirk niedriger.

## Geschichte
Von 1887 bis zum Jahr 1929 gehörte Hombruch zum Landkreis Hörde (seit 1817 zum Kreis Dortmund, 1875 bis 1887 zum Landkreis Dortmund) und wurde seit 1888 vom Amt Kirchhörde (von 1845 bis 1874 vom Amt Hörde, von 1875 bis 1888 vom Amt Barop bis zu dessen Teilung) verwaltet.
Mit der Auflösung des Landkreises Hörde und der Eingemeindung nach Dortmund erhielt Hombruch 1929 eine eigene Verwaltungsstelle. Mit der Gemeindereform wurde 1975 der Stadtbezirk Hombruch errichtet.
- Siehe auch Hombruch#Geschichte

## Politik

### Gliederung
Zum Stadtbezirk Hombruch gehören die 18 Stadtteile (offizielle Bezeichnung „Ortsteile“)
- Barop
- Bittermark (seit 1975)
- Brünninghausen
- Eichlinghofen
- Großholthausen
- Hombruch
- Kirchhörde
- Kleinholthausen
- Kruckel
- Löttringhausen
- Lücklemberg (seit 1975)
- Menglinghausen
- Persebeck
- Renninghausen
- Salingen
- Schanze
- Schnee
- Schönau

### Wahlen zur Bezirksvertretung
Stimmenanteile der Parteien in Prozent:
| Sitzverteilung in der Bezirksvertretung Hombruch 2020Insgesamt 19 Sitze - Linke: 1 - SPD: 5 - Grüne: 6 - CDU: 6 - FDP: 1 Bezirksvertretungswahl 2020in Prozent %3020100 29,6125,527,984,654,197,5 CDUSPDGrüneFDPLinkeSonst.Gewinne und Verlusteim Vergleich zu 2014 %p 14 12 10 8 6 4 2 0 −2 −4 −6 −8−10−8,89−5,8+12,28+2,25−0,41−0,57CDUSPDGrüneFDPLinkeSonst. |

| Wahltag         | 30.09.1979 | 30.09.1984 | 01.10.1989 | 16.10.1994 | 12.09.1999 | 26.09.2004 | 30.08.2009 | 26.08.2012 | 25.05.2014 | 13.09.2020 |
| --------------- | ---------- | ---------- | ---------- | ---------- | ---------- | ---------- | ---------- | ---------- | ---------- | ---------- |
| CDU             | 36,8       | 34,2       | 31,5       | 32,1       | 49,1       | 40,70      | 38,8       | 37,0       | 38,50      | 29,610     |
| SPD             | 52,9       | 48,9       | 46,9       | 47,5       | 34,6       | 35,20      | 29,7       | 35,0       | 31,30      | 25,500     |
| GRÜNE           |            | 12,9       | 10,6       | 13,4       | 11,2       | 13,10      | 16,5       | 18,5       | 15,70      | 27,980     |
| DIE LINKE.      |            |            |            |            |            | 1,80       | 3,6        | 2,4        | 4,60       | 4,190      |
| AfD             |            |            |            |            |            |            |            |            | 2,90       |            |
| FDP             | 6,1        | 3,5        | 5,4        | 2,3        | 2,1        | 4,00       | 6,9        | 2,7        | 2,40       | 4,650      |
| PIRATEN         |            |            |            |            |            |            |            |            | 2,30       | 0,960      |
| FBI             |            |            |            |            |            |            | 1,2        | 1,3        | 0,80       | 1,040      |
| Bürgerliste     |            |            |            | 1,1        | 3,1        | 2,20       | 1,6        | 1,5        | 0,75       | 0,820      |
| NPD             |            |            |            |            |            |            | 0,4        | 1,2        | 0,69       |            |
| Linkes Bündnis  |            |            |            |            |            | 0,70       | 0,5        | 0,3        |            |            |
| DVU             |            |            |            |            |            | 1,60       | 0,8        |            |            |            |
| Offensive D     |            |            |            |            |            | 0,66       |            |            |            |            |
| REP             |            |            |            | 1,3        |            |            |            |            |            |            |
| STATT           |            |            |            | 1,0        |            |            |            |            |            |            |
| PBC             |            |            |            | 0,2        |            |            |            |            |            |            |
| UBL             |            |            | 4,8        |            |            |            |            |            |            |            |
| ÖDP             |            |            | 0,8        |            |            |            |            |            |            |            |
| DKP             | 0,8        | 0,6        |            |            |            |            |            |            |            |            |
| Bunte Liste     | 3,5        |            |            |            |            |            |            |            |            |            |
| BVT             |            |            |            |            |            |            |            |            |            | 0,660      |
| Die Rechte      |            |            |            |            |            |            |            |            |            | 1,850      |
| Die PARTEI      |            |            |            |            |            |            |            |            |            | 2,400      |
| WiR in Dortmund |            |            |            |            |            |            |            |            |            | 0,340      |

Daraus ergaben sich folgende Sitzverteilungen in der Bezirksvertretung:
| Sitzverteilung in der Bezirksvertretung | Sitzverteilung in der Bezirksvertretung | Sitzverteilung in der Bezirksvertretung | Sitzverteilung in der Bezirksvertretung | Sitzverteilung in der Bezirksvertretung | Sitzverteilung in der Bezirksvertretung | Sitzverteilung in der Bezirksvertretung | Sitzverteilung in der Bezirksvertretung |
| Jahr\Partei                             | SPD                                     | CDU                                     | Grüne                                   | FDP                                     | Die Linke.                              | Bürgerliste                             | AfD                                     |
| --------------------------------------- | --------------------------------------- | --------------------------------------- | --------------------------------------- | --------------------------------------- | --------------------------------------- | --------------------------------------- | --------------------------------------- |
| 1975                                    | 10                                      | 8                                       | –                                       | 1                                       | –                                       | –                                       | -                                       |
| 1979                                    | 11                                      | 7                                       | –                                       | 1                                       | –                                       | –                                       | -                                       |
| 1984                                    | 10                                      | 7                                       | 2                                       | –                                       | –                                       | –                                       | -                                       |
| 1989                                    | 10                                      | 6                                       | 2                                       | 1                                       | –                                       | –                                       | -                                       |
| 1994                                    | 9                                       | 7                                       | 3                                       | –                                       | –                                       | –                                       | -                                       |
| 1999                                    | 7                                       | 9                                       | 2                                       | –                                       | –                                       | 1                                       | -                                       |
| 2004                                    | 7                                       | 8                                       | 3                                       | 1                                       | –                                       | –                                       | -                                       |
| 2009                                    | 6                                       | 8                                       | 3                                       | 1                                       | 1                                       | –                                       | -                                       |
| 2012                                    | 7                                       | 7                                       | 4                                       | 1                                       | –                                       | –                                       | -                                       |
| 2014                                    | 6                                       | 8                                       | 3                                       | -                                       | 1                                       | –                                       | 1                                       |
| 2020                                    | 5                                       | 6                                       | 6                                       | 1                                       | 1                                       | –                                       | -                                       |

Bezirksbürgermeister und damit Vorsitzender der Bezirksvertretung ist Nils Berning (CDU). Er stützt sich seit der Kommunalwahl 2020 auf eine Kooperation aus CDU und SPD.

### Liste der Bezirksbürgermeister von Dortmund-Hombruch
Bis 2004 trugen die Bezirksbürgermeister noch den Titel Bezirksvorsteher.
- 1975–1979: Bezirksvorsteher Karl-Horst Martens, SPD (1975–1979: SPD-Mehrheit)
- 1979–1984: Bezirksvorsteher Walter Bergmeyer, SPD (1979–1984: SPD-Mehrheit)
- 1984–1989: Bezirksvorsteher Horst Götze, SPD (1984–1989: SPD-Mehrheit)
- 1989–1994: Bezirksvorsteher Heinz-Joachim Henkemeier, SPD (1989–1994: SPD-Mehrheit)
- 1994–2004: Bezirksvorsteher Hans Semmler, CDU (1994–1999: CDU-Grüne-Koalition, 1999–2004: CDU-Bürgerliste-Koalition)
- 2004–2009: Bezirksbürgermeister Ulrich Steinmann, SPD (2004–2009: SPD-Grüne-Koalition)
- 2009–2020: Bezirksbürgermeister Hans Semmler, CDU (2009–2014: CDU-SPD-Kooperation, 2014–2020: CDU-Grüne-Kooperation)
- seit 2020: Bezirksbürgermeister Nils Berning, CDU (seit 2020: CDU-SPD-Kooperation)

### Bezirksverwaltung Hombruch
Die Bezirksverwaltung Hombruch gehört zu den Bürgerdiensten der Stadt Dortmund und wird von Oliver Krauß geleitet.
Sie teilt sich auf in
- Serviceteam Bürgerdienste

Einwohnermeldeangelegenheiten, Kfz-Zulassungen, Führerscheinangelegenheiten
Des Weiteren sind dort die Stadtteilbibliothek, das Sozialbüro, der Jugendhilfedienst sowie das Seniorenbüro mit Teams untergebracht.
In der ersten Etage der Bezirksverwaltungsstelle liegt der Harkortsaal (Sitzungs- und Veranstaltungssaal).

### Wappen
Drei Elemente prägen das Hombrucher (Stadtbezirks-)Wappen: Der silber-rote Schachbalken drückt die Zugehörigkeit zur Grafschaft Mark aus. Das Eichenblatt erinnert an den Hombrucher Domänenwald, der dem aufstrebenden Industrievorort weichen musste. Und ein halbverdecktes Zahnrad weist auf die industriellen Ursprünge im Zeichen Harkorts hin. Entworfen wurde das Hombrucher Wappen durch den Heimatforscher und Heraldiker Karl-Heinz Strothmann. Der Hombrucher Architekt Dieter Menzebach brachte dann Strothmanns Ideen zu Papier. Auftraggeber war die Hombrucher Harkortgilde.

## Kirchen
- römisch-katholisch
  - Pfarrei St. Clemens Hombruch (gegründet 1864, Kirchweihe 1871)
  - Pfarrei St. Franziskus-Xaverius Barop (gegründet 1931)
  - Pfarrei St. Patrokli Kirchhörde (gegründet 1955) mit dem Gemeindezentrum St. Norbert in Löttringhausen
  - Pfarrei Heilige Familie Brünninghausen (gegründet 1922)
  - Pfarrvikarie Maria Königin Eichlinghofen (gegründet 1961)
  - Katholische Hochschulgemeinde (am 17. Juli 2022 profaniert)
  - Kapelle im Marien-Hospital in Dortmund-Hombruch
- evangelisch
  - evangelische Kirche am Markt (gegründet 1891, Kirchweihe 1898)
  - evangelische Kirche Eichlinghofen
  - evangelische Lutherkirche Barop
  - evangelische Kirche Brünninghausen
  - evangelische Patrokluskirche Kirchhörde
  - evangelische Kirche Löttringhausen

## Kultur und Sehenswürdigkeiten

### Bauwerke
Die Denkmalliste der Stadt Dortmund umfasst im Stadtbezirk Hombruch 60 Baudenkmale, darunter 24 landwirtschaftliche Gebäude, 14 Wohnhäuser, sechs Sakralbauten, fünf Kleindenkmale, vier öffentliche Gebäude, je zwei Industrieanlagen und Friedhöfe oder Parkanlagen sowie je ein Wohn- und Geschäftshaus, Geschäftshaus und Adelssitz.

### Hombrucher Vereine
- Hombrucher SV 09/72 e. V.
- TuS Westfalia Hombruch 1891 e. V. (Faustball, Gymnastik, Handball, Leichtathletik Schwimmen)
- DLRG OG Dortmund-Hombruch e. V.
- Stenografenverein Hombruch-Barop e. V.
- South Dortmund Soccers 2002
- Dortmunder Doppelköppe (Kartenspiel und Kegelverein)
- Hombrucher Geschichtsverein e. V.
- Hombruch Marketing e. V.
- FC Brünninghausen 1927 e. V.
- TuS Eichlinghofen 1890/1980 e. V.
- Rot-Weiß Barop 1896 e. V.
- TuS Barop 1862 e. V.
- TV Einigkeit Barop 1891 e. V.
- SV Eichlinghofen 1935 e. V. (Schachverein)
- Kirchhörder SC 1958 e. V.
- TuS Lücklemberg 1890 e. V.
- TuS Kruckel 1910 e.V
- FC Internationale Persebeck 20 e.V
- Imkerverein Dortmund-Hombruch
- Wir lieben Hombruch

## Bildungseinrichtungen
Gymnasium
- Helene-Lange-Gymnasium (Am Hombruchsfeld 55a)

Gesamtschule
- Gesamtschule Brünninghausen Sek I (Klüsenerskamp 15)
- Gesamtschule Brünninghausen Sek II (Am Hombruchsfeld 55b)
- Rudolf-Steiner-Schule (Waldorfschule) (Mergelteichstraße 51)

Realschule
- Robert-Koch-Realschule (Am Hombruchsfeld 69)

Förderschule
- Mira-Lobe-Schule (Eierkampstraße 2–4)
- Georgschule (Mergelteichstraße 63)

Grundschulen
- Brüder-Grimm-Grundschule, Städt. Kath. Grundschule (Leostraße 33)
- Harkort-Grundschule (Behringstraße 59)
- Ostenberg-Grundschule (An der Margarethenkapelle 5)
- Schubert-Grundschule (Am Hombruchsfeld 55b)
- Langeloh-Grundschule (Löttringhauser Str. 237)
- Kruckeler Grundschule (Rüdinghauser Str. 15)
- Kirchhörder Grundschule (Kobbendelle 6)
- Olpketal-Grundschule (Olpketalstr. 81)

Hochschulen
- Technische Universität Dortmund

## Persönlichkeiten
- Dietmar Bär (* 1961 in Dortmund), Schauspieler
- Sabine Brandi (* 1953), Journalistin
- Martin Haase (* 1962), Romanist und Linguist
- Friedrich Harkort (1793–1880), Unternehmer und Politiker in der Frühzeit der industriellen Revolution
- Emil Kijewski (1911–1989), Radrennfahrer
- Friedrich Küppersbusch (* 24. Mai 1961 in Velbert), Journalist und Fernsehproduzent
- Franz Kurowski (1923–2011), rechtsextremer Schriftsteller und Historiker (geboren in Hombruch)
- Sabine Ludwigs (* 1964), deutsche Schriftstellerin für Belletristik (geboren in Hombruch)
- Heinz Neuhaus (1926–1998 in Hombruch), deutscher Boxer, Deutscher Meister und Europameister im Schwergewicht (betrieb u. a. in Hombruch eine Tankstelle)
- Walter Schürmann (* 1929), deutscher Radrennfahrer, Deutscher Meister der Amateure